# Superior (Wisconsin)
Superior és una població dels Estats Units a l'estat de Wisconsin. Segons el cens del 2000 tenia 27.368 habitants.

## Demografia
Segons el cens del 2000, Superior tenia 27.368 habitants, 11.609 habitatges, i 6.698 famílies. La densitat de població era de 286,1 habitants per km².
Dels 11.609 habitatges en un 27,9% hi vivien nens de menys de 18 anys, en un 41,3% hi vivien parelles casades, en un 12,3% dones solteres, i en un 42,3% no eren unitats familiars. En el 34,2% dels habitatges hi vivien persones soles el 13,9% de les quals corresponia a persones de 65 anys o més que vivien soles. El nombre mitjà de persones vivint en cada habitatge era de 2,26 i el nombre mitjà de persones que vivien en cada família era de 2,91.
Per edats la població es repartia de la següent manera: un 22,7% tenia menys de 18 anys, un 12,9% entre 18 i 24, un 27,9% entre 25 i 44, un 21,6% de 45 a 60 i un 15% 65 anys o més.
L'edat mediana era de 36 anys. Per cada 100 dones de 18 o més anys hi havia 88,8 homes.
Cap de les famílies estaven per davall del llindar de pobresa.

## Poblacions més properes
El següent diagrama mostra les poblacions més properes.

## Fills il·lustres
- Oliver E. Williamson (1932) economista, Premi Nobel d'Economia de l'any 2009.